# Nokia X3-00
Nokia X3-00 – telefon komórkowy produkowany przez Nokia. Zaprezentowany został we wrześniu 2009.

## Najważniejsze cechy i funkcje
- System operacyjny: Series 40 6th edition
- Dostęp do internetu dzięki połączeniom 2G – GPRS i EDGE
- Wyświetlacz 2,2" o rozdzielczości QVGA (240 x 320 pikseli)
- Wbudowana pamięć: 46 MB
- Możliwość rozszerzenia pamięci poprzez karty microSD i microSDHC (maks. 8 GB)
- Wbudowany aparat: 3,2 Mpx
- Nagrywanie wideo w rozdzielczości QCIF
- Radio FM stereo z RDS
- Wbudowana antena radia
- Dwa głośniki stereo

## Częstotliwości działania
- GSM / EDGE 850 900 1800 1900

## Wymiary i waga
- Wymiary: 96,00 x 49,30 x 14,10 mm
- Masa telefonu (z baterią): 103 g

## Wyświetlacz
- 3,2" - 240 x 320 px - kolorowy TFT (256 tys. kolorów)

## Fotografia
- Wbudowany aparat fotograficzny 3,2 Mpx (2048 x 1536 px)
- Zapisywanie zdjęć w formacie JPEG
- Możliwość otwierania grafiki w formatach: JPEG, BMP, SVG, M3G, PNG, WBMP, GIF 87a i 89a

## Wideo
- Nagrywanie wideo w rozdzielczości QCIF (176 x 144 px) w formatach H.263 i MPEG-4 (15 klatek na sekundę)
- Odtwarzacz plików wideo obsługujący formaty: WMA 9, H.264, MPEG-4, H.263

## Muzyka
- Odtwarzacz plików muzycznych obsługujący formaty: WAV, MPEG-4, AAC, AMR, MP3, M4A, WMA, AAC+, AMR-WB, MIDI
- Radio FM stereo z RDS (wbudowana antena)
- Dyktafon zapisujący pliki w formacie AMR

## Łączność
- Obsługa Bluetooth w standardzie 2.1 z EDR.
- Wyjście słuchawkowe 3.5 mm jack
- złącze microUSB 2.0

## Transmisja danych
- GPRS.
- EDGE

## Zasilanie
- Bateria litowo-jonowa (model BL-4CT) o pojemności 860 mAh, umożliwiająca do 380 godzin czuwania lub do 7,5 godzin rozmowy.